# Ribes lehmannii
Ribes lehmannii là một loài thực vật thuộc họ Grossulariaceae. Đây là loài đặc hữu của Ecuador. Môi trường sống tự nhiên của chúng là vùng núi ẩm nhiệt đới hoặc cận nhiệt đới, vùng cây bụi nhiệt đới hoặc cận nhiệt đới vùng đất cao, và đồng cỏ nhiệt đới hoặc cận nhiệt đới vùng đất cao.